# 藤塚止戈夫
藤塚 止戈夫（ふじつか しかお、1895年（明治28年）4月26日 - 1961年（昭和36年）11月9日）は、日本の陸軍軍人。最終階級は陸軍中将。

## 経歴
兵庫県出身。鉄器会社支配人・藤塚壬三の息子として生まれる。高等小学校、大阪陸軍地方幼年学校、中央幼年学校を経て、1915年（大正4年）5月、陸軍士官学校（27期）を卒業。同年12月、歩兵少尉に任官し歩兵第70連隊付となる。1924年（大正13年）11月、陸軍大学校（36期）を卒業した。
1925年（大正14年）8月、歩兵大尉に昇進し歩兵第70連隊中隊長に就任。参謀本部付勤務、参謀本部員（ロシア班）、ソビエト連邦駐在、参謀本部員、ポーランド公使館付武官補佐官を務め、1934年（昭和9年）8月、歩兵中佐に進んだ。陸軍歩兵学校教官、第4師団参謀を経て、1937年（昭和12年）8月、兵科を航空兵に転科し航空兵中佐となる。同年11月、航空兵大佐に進み浜松陸軍飛行学校研究部主事に就任。飛行第65戦隊長を経て、1939年（昭和14年）12月、ルーマニア公使館付武官に発令され、1940年（昭和15年）12月、陸軍少将に進級した。
1942年（昭和17年）8月、鉾田陸軍飛行学校幹事に転じ、同校長を経て、1943年（昭和18年）10月、南方軍総参謀副長に発令され太平洋戦争に出征。同月、第2軍参謀長に転じニューギニアの戦いに参戦。1944年（昭和19年）6月、陸軍中将に進んだ。同年12月、第6航空軍参謀長に転じ、1945年（昭和20年）7月、歩兵学校付、同年8月、教育総監部付、同年9月、歩兵学校長となり同年11月まで在任し、同年12月、予備役に編入された。
1947年（昭和22年）11月28日、公職追放仮指定を受けた。

## 栄典
外国勲章佩用允許
- 1942年（昭和17年）
  - 9月14日 - ルーマニア王国：ルーマニー勲章グランド・オフィシエ・エトアル[6]
  - 9月14日 - ルーマニア王国：クーロンヌ勲章グランド・オフィシエ[7]

## 親族
- 長男 藤塚温威（陸軍中尉）[1]